# Römisch-katholische Kirche in den Vereinigten Arabischen Emiraten
Die Römisch-katholische Kirche in den Vereinigten Arabischen Emiraten ist Teil der weltweiten römisch-katholischen Kirche. Die Katholiken sind eine Minderheit in dem zu über 76 % von Muslimen bewohnten Land.
In den Vereinigten Arabischen Emiraten sind vermutlich mehr als 10 Prozent der Bevölkerung katholisch, wobei der Hauptanteil dieser Katholiken Ausländer sind. Der Großteil der Christen im Land sind Katholiken.
Das Verteilen christlicher Literatur gilt als Missionieren und ist daher verboten, da die freie Ausübung anderer Religionen als dem Islam nur im Privatem erlaubt ist (siehe Religionsfreiheit in den Vereinigten Arabischen Emiraten).
Apostolischer Nuntius in den Vereinigten Arabischen Emiraten ist seit Januar 2023 Erzbischof Christophe Zakhia El-Kassis.

## Apostolisches Vikariat Südliches Arabien
Das Land gehört zum Gebiet des Apostolischen Vikariats Südliches Arabien, welches seinen Sitz in Abu Dhabi hat. Das Apostolische Vikariat wird seit Juli 2022 von Paolo Martinelli OFMCap geleitet.

### Pfarreien
In den VAE gibt es neun Pfarreien (Stand 2021):
- die St. Joseph's Cathedral in Abu Dhabi
- die St. Paul's Church in Abu Dhabi
- die St. Mary's Church in al-Ain
- die St. Mary's Church in Dubai
- die St. Francis of Assisi Catholic Church in Dschabal Ali
- die Our Lady of Perpetual Help Church in Fudschaira (Fudschaira, Kalba, Dibba, Chaur Fakkan)
- die St. Anthony of Padua Parish in Ra’s al-Chaima
- die St. Michael's Church in Schardscha
- die St. John the Baptist Church in Ruwais